# آزمایشگاه فضایی کیبو

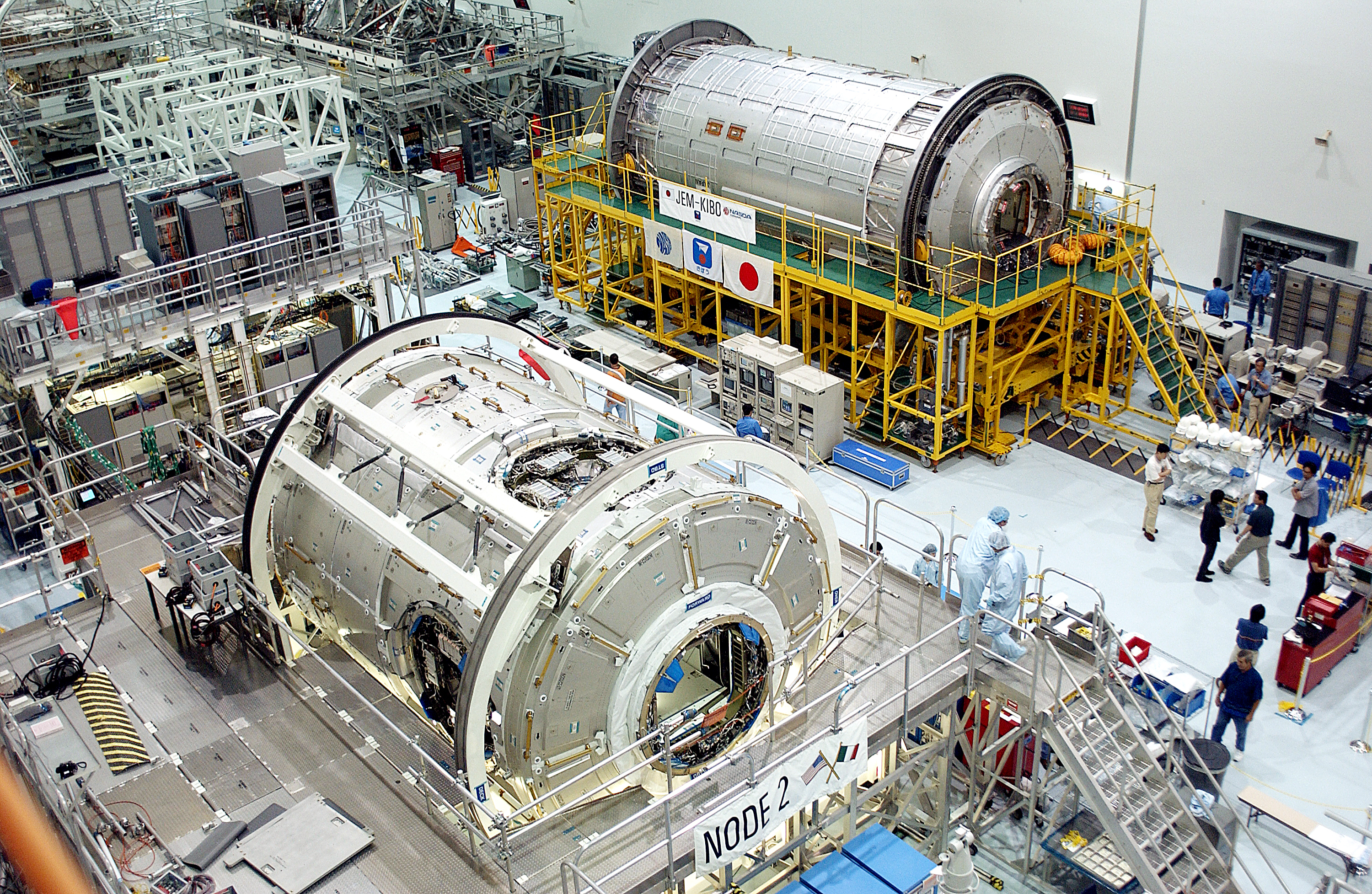
تصویری از بخشی از آزمایشگاه فضایی کیبو در جاکسا.

آزمایشگاه فضایی کیبو، بخشی از ایستگاه فضایی بین‌المللی است که توسط آژانس پژوهش‌های هوافضای ژاپن طراحی و ساخته شده‌است. آزمایشگاه فضایی کیبو، بزرگترین قطعه از قطعات طراحی شده برای ایستگاه فضایی بین‌المللی است و در سال ۲۰۰۸ میلادی به بهره‌برداری کامل رسید.

## مشخصات آزمایشگاه فضایی کیبو

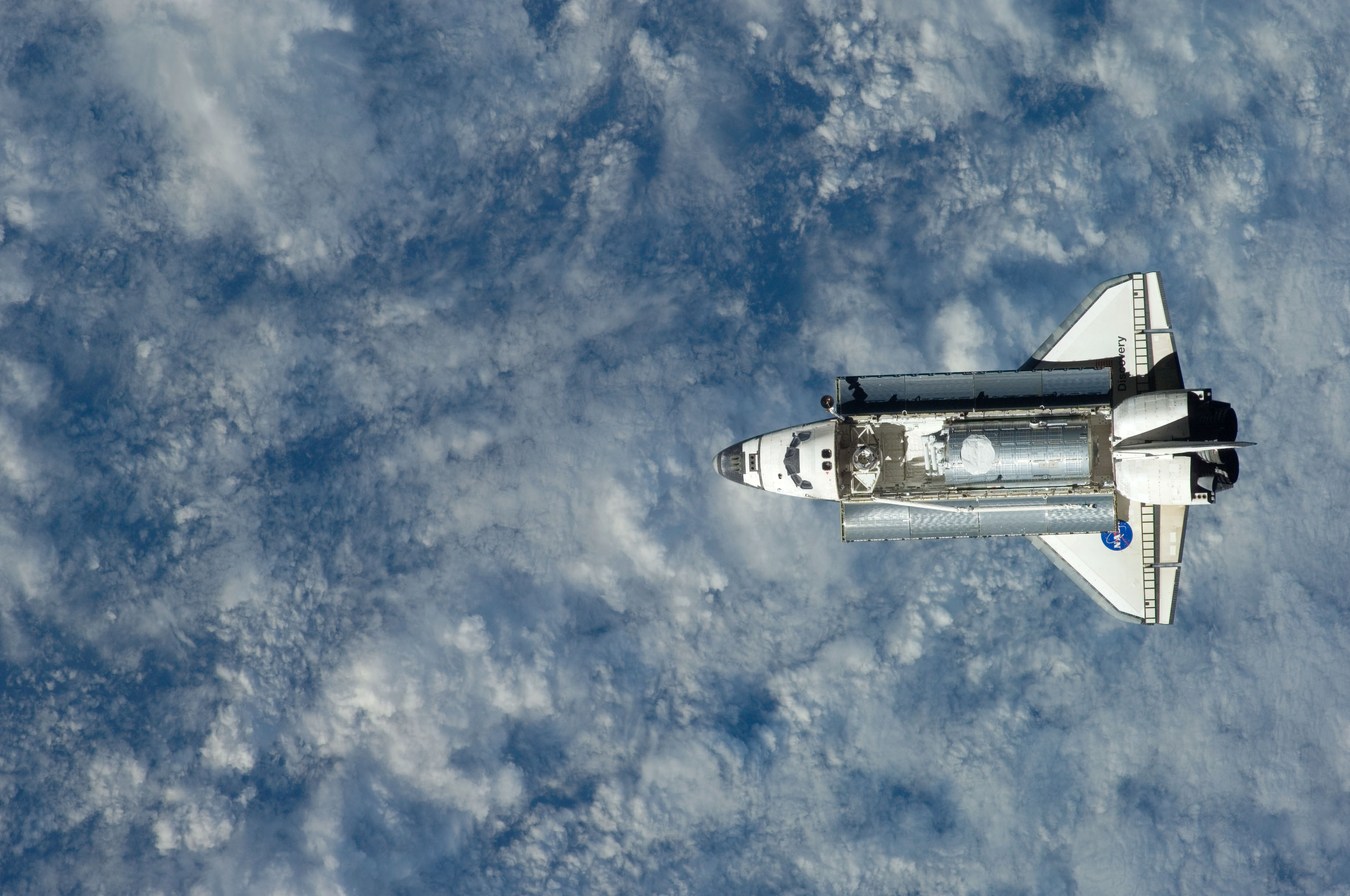
حمل آزمایشگاه فضایی کیبو توسط شاتل

- قطعه اصلی کیبو سیلندری به طول حدود ۳۷پا (۱۱متر) و قطری حدود ۱۵پا (۴/۶متر) یعنی تقریباً به اندازه یک دستگاه اتوبوس است و حدود ۳۲هزار پوند (۱۴هزار و ۵۲۰کیلوگرم) وزن دارد. درون این سیلندر فضایی برای ۲۳قفسه به اندازه یخچال وجود دارد که ۱۰تای آنها به آزمایش‌های علمی اختصاص داده شده‌است. کل آزمایشگاه آنقدر بزرگ است که برای انتقال و مونتاژ آن نیازمند سه مأموریت شاتل است.
- علاوه بر این آزمایشگاه اصلی متراکم، کیبو فضای ذخیره مخصوصی نیز دارد که ماه مارس به ایستگاه فضایی برده شد. کیبو یک سکوی ورودی نیز دارد که سال آینده به مدار زمین برده خواهد شد. این سکو به بازوهای روباتیکی مجهز خواهد بود که می‌توانند به انجام آزمایشها در خلاء بپردازند.
- قرار است در این آزمایشگاه فضایی در زمینه علوم مواد، فیزیک مایعات و پزشکی زیستی آزمایشهایی انجام گیرد. اما کیبو علاوه بر این که کارگاهی برای انجام تحقیقات علمی است، میزبان فعالیت‌های فرهنگی هنری نیز خواهد بود.
- ژاپن یک سیستم تلویزیونی با وضوح بالا در خارج این مجموعه کار خواهد گذاشت که ۲۴ساعته تصاویری از کره زمین به ایستگاه زمینی ارسال کند.
- ژاپن مدت ۲۰سال حدود ۲/۸میلیارد دلار برای ساخت این مجموعه هزینه کرده‌است. بخش اصلی این آزمایشگاه حدود یک میلیارد دلار می‌ارزد.[۱]

## برنامه تکمیل آزمایشگاه فضایی کیبو
- ژاپن (جاکسا):فضاپیمای ترابری اچ-۲ برای پشتیبانی آزمایشگاه فضایی کیبو (برنامه‌ریزی شده برای ۲۰۰۸)[۲]
- آزمایشگاه فضایی کیبو ۲ ژوئن ۲۰۰۸ با موفقیت به ایستگاه فضایی بین‌المللی متصل شد. خدمهٔ هفدهمین مأموریت ساخت ایستگاه فضایی بین‌المللی که با مأموریت 124-STS شاتل راهی ایستگاه فضایی شده بودند در یک راهپیمایی طولانی کیبو را به ایستگاه متصل کردند و اکنون کیبو آمادهٔ فعالیت است.[۳]

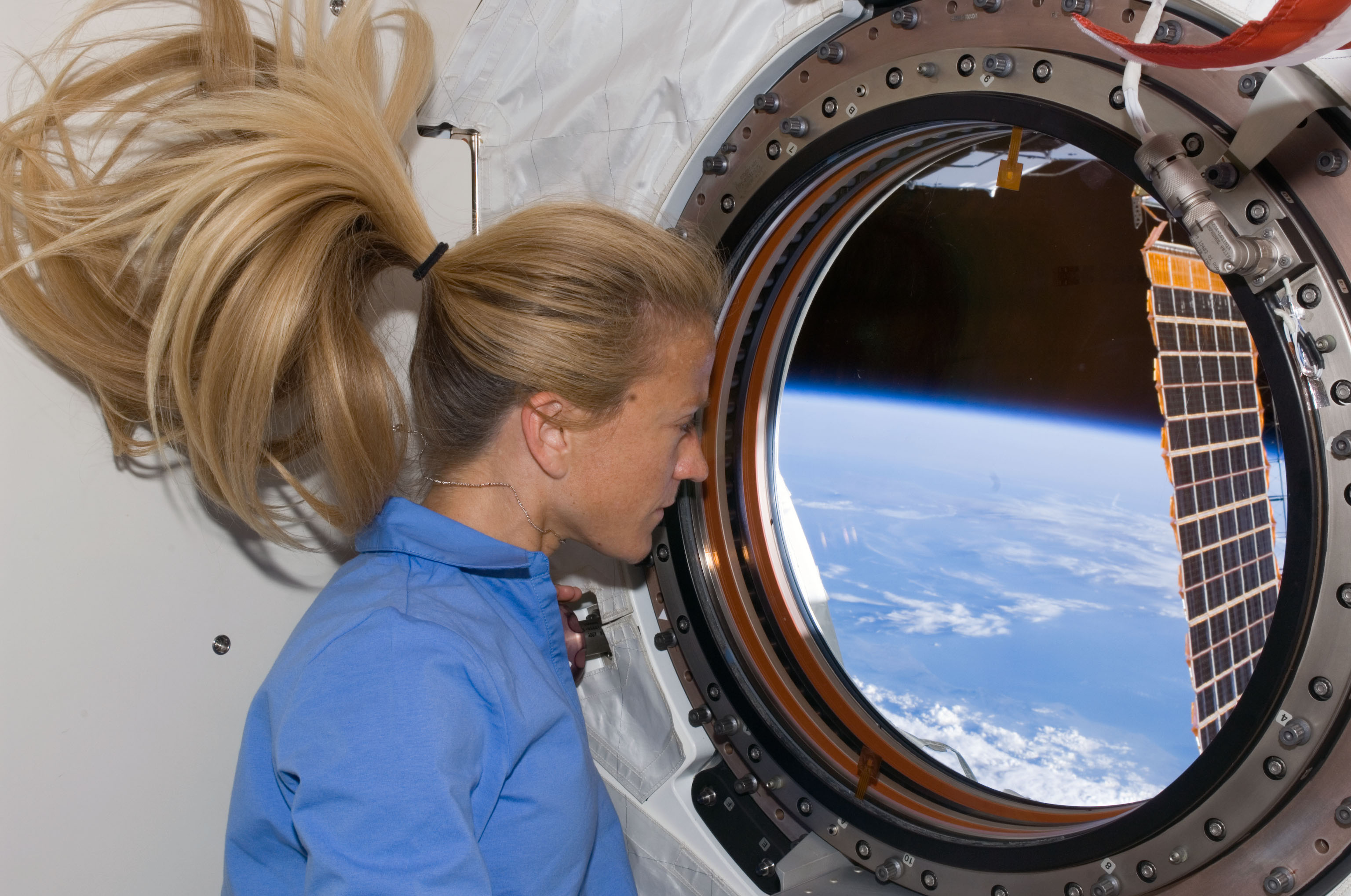
فضانورد ناسا، کدی کولمن، در نزدیکی یک پنجره در ایستگاه فضایی

## نگارخانه

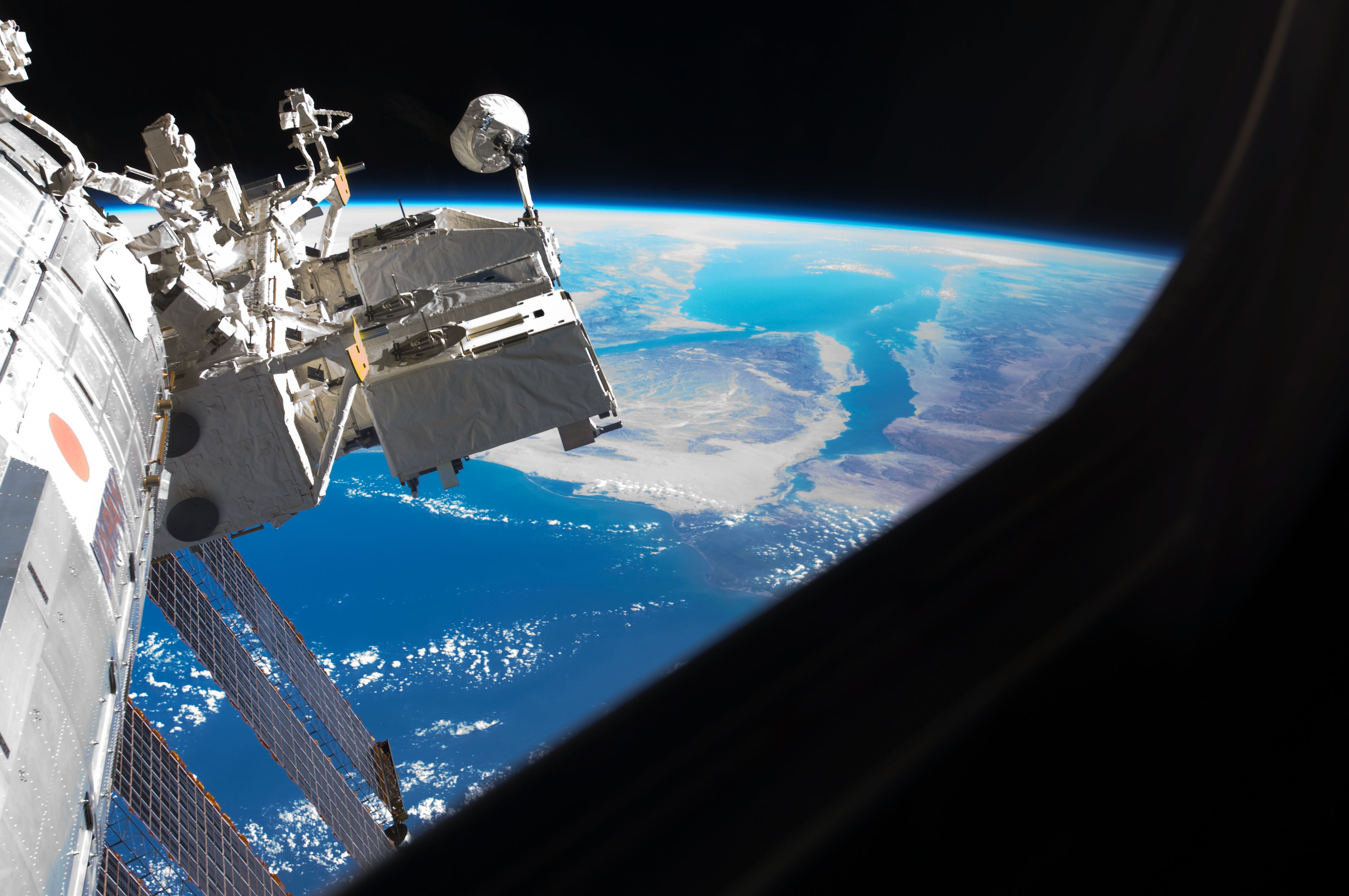
بخش آزمایشگاه کیبو در ایستگاه فضایی، بر فراز شبه جزیره سینا
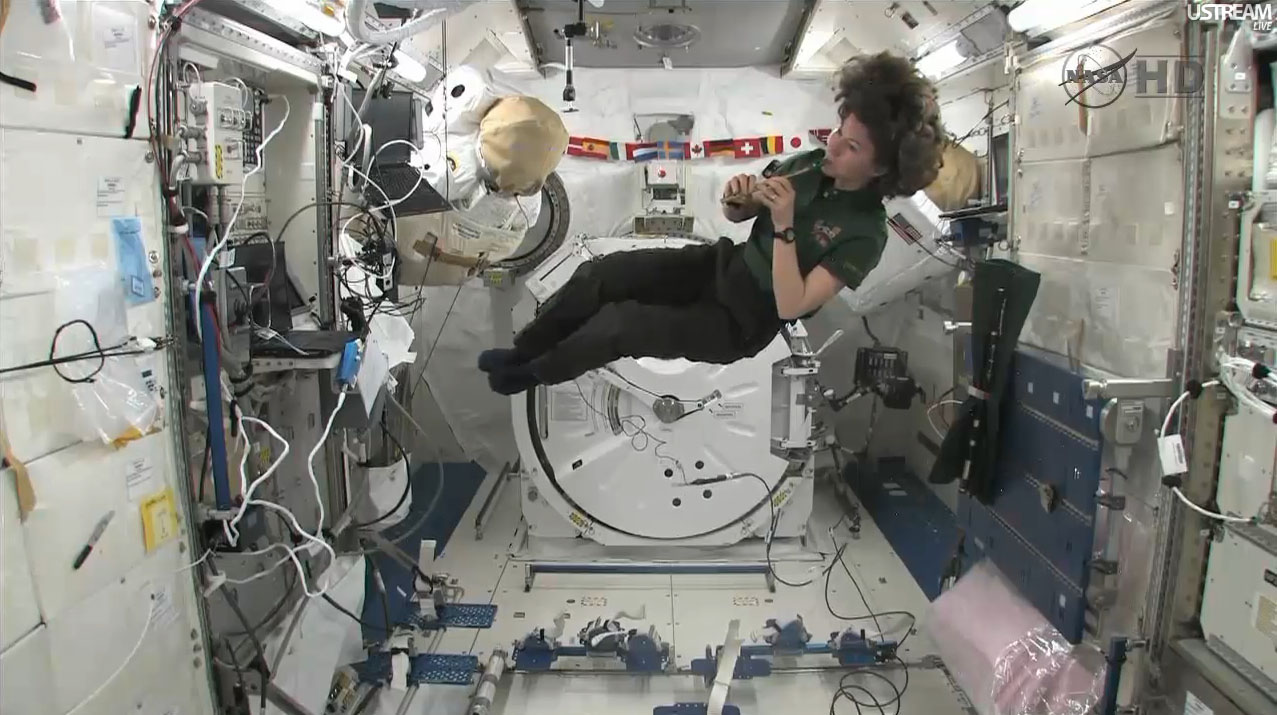
فضانورد کاترین کولمن شناور در آزمایشگاه کیبو

## یادکرد
1. ↑  بزرگترین آزمایشگاه ایستگاه فضایی ساخت ژاپن اطلاعاتی درباره کیبو، گزارشی از خبرگزاری رویترز در وب فارسی واضح.
2. ↑  آمیکو نویلز (۱۰ مارس ۲۰۰۸). "اعلامیه تاریخ قطعی پرتاب‌های فضایی". برنامه زمانی پرتاب‌ها به ایستگاه فضایی بین‌المللی (به انگلیسی). وبگاه ناسا. Archived from the original on 7 March 2009. Retrieved 10 اردیبهشت 1387. {{cite web}}: Check date values in: |تاریخ بازدید= و |تاریخ= (help)
3. ↑  تالار گفتگو میکرو رایانه بایگانی‌شده  در ۸ ژوئیه ۲۰۱۳ توسط Wayback Machine.